# محمد فهاد
محمد فهاد هو لاعب كرة قدم كويتي سابق، من مواليد 17 يناير 1981، طوله 174 ووزنه 67، أحد لاعبي نادي القادسية الكويتي.
بدأ محمد فهاد اللعب مع نادي القادسية الكويتي في سنه صغيره، ولم يكن يتجاوز عمره الـ18 سنه، وفاز مع النادي في العديد من الألقاب، ففاز في لقب الدوري الكويتي أربع مرات وكأس ولي العهد أربع مرات وكأس الأمير ثلاث مرات وكأس الخرافي مرتين وكأس الخليج للأندية مرتين.
يعد محمد فهاد من أفضل اللاعبين في نادي القادسية الكويتي الذين يشغلون مركز الوسط المتأخر، علما بأنه كان في بدايته يلعب في مركز الوسط المهاجم، ولكن كثرة الإصابات أدت إلى بطء تحركاته، فلذلك رجع إلى مركز الوسط المتأخر.
في يوم 15 مايو 2008 أعلن بأنه إذا لم يتعاف من إصابته فإنه سيعتزل كرة القدم ، وفي يوم 11 سبتمبر 2008 وافق مجلس إدارة نادي القادسية على اعتزال محمد فهاد، على أن تكون مباراة الاعتزال مع نادي الأهلي المصري، وإذا لم يوافق النادي المصري سيتم البحث عن بديل ، وفي يوم 16 أكتوبر 2008 أعلن مشرف نادي النصر الكويتي محمد العدواني عن انضمام اللاعب إلى نادي النصر الكويتي لمدة موسم واحد على سبيل الإعارة، وقال محمد فهاد بأن انضمامه إلى نادي النصر لن يؤجل مباراة اعتزاله إلا إذا ظهر بمستوى جيد مع النصر ولكن ذلك لن يلغي مباراة الأهلي.

## وفاته
تعرض محمد فهاد في أحد المبارايات الغير رسمية في شهر مايو 2013 إلى الاصطدام بلاعب آخر تسبب له نزيف حاد في المخ وغيبوبة إلى فجر يوم17 يونيو 2013 حيث وافته المنية.

## إنجازاته
- كأس الأمير (ثلاثة مرات) : 2002/2003 و 2003/2004 و 2006/2007
- الدوري الكويتي (أربعة مرات) : 1998/1999 و 2002/2003 و 2003/2004 و 2004/2005
- كأس ولي العهد (أربعة مرات) : 2001/2002 و 2003/2004 و 2004/2005 و 2005/2006
- كأس الخرافي (مرتين) : 2002/2003 و 2005/2006
- كأس الاتحاد الكويتي (مرة واحدة) : 2007/2008
- كأس الخليج للأندية (مرتين) : 1999/2000 و 2005/2006